# Saint-André-de-l’Eure
Saint-André-de-l’Eure ist eine französische Gemeinde mit 3903 Einwohnern (Stand: 1. Januar 2022) im Département Eure in der Region Normandie. Sie gehört zum Arrondissement Évreux und zum Kanton Saint-André-de-l’Eure, dessen Bureau centralisateur sich in der Gemeinde befindet. Die Bewohner werden Andrésiens und Andrésiennes genannt.
Die Gemeinde erhielt 2022 die Auszeichnung „Zwei Blumen“, die vom Conseil national des villes et villages fleuris (CNVVF) im Rahmen des jährlichen Wettbewerbs der blumengeschmückten Städte und Dörfer verliehen wird.

## Geografie
Saint-André-de-l’Eure liegt etwa 15 Kilometer südsüdöstlich von Évreux. Umgeben wird Saint-André-de-l’Eure von den Nachbargemeinden La Baronnie im Norden, Fresney und Foucrainville im Nordosten, Mousseaux-Neuville im Osten, Champigny-la-Futelaye im Süden und Südosten, Coudres im Süden und Südwesten, Les Authieux im Westen und La Forêt-du-Parc im Nordwesten.
An der Grenze zur Nachbargemeinde Les Authieux befindet sich auch der Flugplatz Saint-André-de-l’Eure mit zwei Landebahnen (1100 Meter und 400 Meter). Durch die Gemeinde führt ferner die frühere Route nationale 833.

## Geschichte
1809 wurden die bis dahin selbstständigen Gemeinden Batigny und Saint-Georges-des-Champs eingegliedert. Den Namenszusatz de-l’Eure trägt Saint-André seit 1890.
| Saint-André-de-l’Eure: Einwohnerzahlen von 1793 bis 2016                                                                   | Saint-André-de-l’Eure: Einwohnerzahlen von 1793 bis 2016 | Saint-André-de-l’Eure: Einwohnerzahlen von 1793 bis 2016 | Saint-André-de-l’Eure: Einwohnerzahlen von 1793 bis 2016 | Saint-André-de-l’Eure: Einwohnerzahlen von 1793 bis 2016 |
| --- | -------------------------------------------------------- | -------------------------------------------------------- | -------------------------------------------------------- | -------------------------------------------------------- |
| Jahr |                                                          |                                                          |                                                          | Einwohner                                                |
| 1793 | 1793                                                     |                                                          | 800                                                      | 800                                                      |
| 1800 | 1800                                                     |                                                          | 749                                                      | 749                                                      |
| 1806 | 1806                                                     |                                                          | 849                                                      | 849                                                      |
| 1821 | 1821                                                     |                                                          | 977                                                      | 977                                                      |
| 1831 | 1831                                                     |                                                          | 1.202                                                    | 1.202                                                    |
| 1836 | 1836                                                     |                                                          | 1.243                                                    | 1.243                                                    |
| 1841 | 1841                                                     |                                                          | 1.234                                                    | 1.234                                                    |
| 1846 | 1846                                                     |                                                          | 1.376                                                    | 1.376                                                    |
| 1851 | 1851                                                     |                                                          | 1.430                                                    | 1.430                                                    |
| 1856 | 1856                                                     |                                                          | 1.401                                                    | 1.401                                                    |
| 1861 | 1861                                                     |                                                          | 1.592                                                    | 1.592                                                    |
| 1866 | 1866                                                     |                                                          | 1.523                                                    | 1.523                                                    |
| 1872 | 1872                                                     |                                                          | 1.465                                                    | 1.465                                                    |
| 1876 | 1876                                                     |                                                          | 1.511                                                    | 1.511                                                    |
| 1881 | 1881                                                     |                                                          | 1.528                                                    | 1.528                                                    |
| 1886 | 1886                                                     |                                                          | 1.507                                                    | 1.507                                                    |
| 1891 | 1891                                                     |                                                          | 1.634                                                    | 1.634                                                    |
| 1896 | 1896                                                     |                                                          | 1.531                                                    | 1.531                                                    |
| 1901 | 1901                                                     |                                                          | 1.614                                                    | 1.614                                                    |
| 1906 | 1906                                                     |                                                          | 1.614                                                    | 1.614                                                    |
| 1911 | 1911                                                     |                                                          | 1.613                                                    | 1.613                                                    |
| 1921 | 1921                                                     |                                                          | 1.418                                                    | 1.418                                                    |
| 1926 | 1926                                                     |                                                          | 1.625                                                    | 1.625                                                    |
| 1931 | 1931                                                     |                                                          | 1.571                                                    | 1.571                                                    |
| 1936 | 1936                                                     |                                                          | 1.565                                                    | 1.565                                                    |
| 1946 | 1946                                                     |                                                          | 1.674                                                    | 1.674                                                    |
| 1954 | 1954                                                     |                                                          | 1.830                                                    | 1.830                                                    |
| 1962 | 1962                                                     |                                                          | 1.972                                                    | 1.972                                                    |
| 1968 | 1968                                                     |                                                          | 2.013                                                    | 2.013                                                    |
| 1975 | 1975                                                     |                                                          | 2.490                                                    | 2.490                                                    |
| 1982 | 1982                                                     |                                                          | 2.703                                                    | 2.703                                                    |
| 1990 | 1990                                                     |                                                          | 3.110                                                    | 3.110                                                    |
| 1999 | 1999                                                     |                                                          | 3.258                                                    | 3.258                                                    |
| 2006 | 2006                                                     |                                                          | 3.374                                                    | 3.374                                                    |
| 2011 | 2011                                                     |                                                          | 3.600                                                    | 3.600                                                    |
| 2016 | 2016                                                     |                                                          | 3.965                                                    | 3.965                                                    |
| Quelle(n): EHESS/Cassini bis 1999, INSEE ab 2006 Anmerkung(en): Ab 1962 offizielle Zahlen ohne Einwohner mit Zweitwohnsitz |                                                          |                                                          |                                                          |                                                          |

## Sehenswürdigkeiten
- Rathaus, erbaut 1933
- Kirche Saint-André aus dem 16. Jahrhundert

## Städtepartnerschaft
Seit 2011 ist Saint-André mit der deutschen Verbandsgemeinde An der Finne mit Sitz in der Stadt Bad Bibra in Sachsen-Anhalt durch eine Partnerschaft verbunden.

## Persönlichkeiten
- Jacques Desiré Laval (1803–1864), Arzt und Missionar, praktizierte in Saint-André-de-l’Eure von 1830 bis 1834